# BotswanaPost
BotswanaPost est l’opérateur public responsable du service postal au Botswana, il est désigné pour remplir les obligations découlant de l'adhésion à la Convention de l'Union Postale Universelle.

## Réglementation
Le secteur postal est réglementé par le Botswana Postal Services Act No 16, 2012 et par le
Botswana Communications Regulatory Authority Act No 19, 2012.

## Activités
Les principaux services assurés par la poste sont :
- courrier
- services d’agence
- assurances
- transfert d’argent
- colis